# David Antón
David Antón Guijarro (Murcia, 23 de junio de 1995) es un jugador español de ajedrez, que tiene el título de Gran Maestro Internacional desde 2013. También es conocido como «El niño Antón».

## Biografía
Aunque nació en Murcia, antes de cumplir un año David Antón se trasladó con su familia a Madrid. Se matriculó en Matemáticas en la Universidad Complutense de Madrid, aunque abandonó la carrera sin acabar el primer curso para dedicarse por completo al ajedrez.
Comenzó a jugar al ajedrez a los cuatro años y antes de los seis ya formaba parte del «Club de Ajedrez San Viator», el colegio donde estudiaba. Pronto da muestras de su talento tanto en torneos individuales como en campeonatos por equipos. Sus éxitos lo llevan, a los 13 años, a fichar por el equipo «VTI Virgen de Atocha» para jugar en la División de Honor madrileña.
Es a partir de la categoría sub-14 cuando David empezó a destacar, consiguiendo desde entonces coronarse 8 veces campeón de España en distintas categorías.
En diciembre de 2013 logró la medalla de plata en el Campeonato del Mundo Sub-18 en Al Ain (Emiratos Árabes).
A los 14 años ya tenía el título de Maestro Fide (FM), a los 16 el de Maestro Internacional (IM) y a los 17 años consigue el título de Gran Maestro (GM), convirtiéndose en uno de los españoles más jóvenes en obtenerlo.
Su consagración se produjo en el Campeonato de Europa 2014, celebrado en Ereván (Armenia), donde se proclamó Subcampeón de Europa absoluto, partiendo de la posición 99 en el ranking inicial, y tras vencer con autoridad a grandes maestros de la élite como Étienne Bacrot o Baadur Jobava, consiguió una segunda posición, que es uno de los mejores resultados obtenidos por un ajedrecista español en campeonatos oficiales de categoría absoluta. Con este resultado se clasificó para la Copa del Mundo de 2015.
Con 19 años formó parte del equipo olímpico español que disputó la 41.ª olimpiada de ajedrez que se celebró en Tromsø (Noruega), defendiendo el segundo tablero y contribuyendo a la clasificación de España en el décimo lugar. Repitió en el segundo tablero de la selección en el Campeonato de Europa por equipos disputado en Reikiavik (Islandia).
En la modalidad de ajedrez relámpago, instaurada oficialmente en España en el año 2014, David se ha alzado con el título de campeón de España en los años 2014 y 2015 de forma consecutiva. También fue campeón de España universitario en 2014 y subcampeón absoluto en 2015.
En febrero de 2017 participó en el Abierto de Gibraltar, torneo en dónde partiendo en preclasificaciones desde la posición 24 logró quedar Subcampeón logrando 8/10 puntos con =4 +6 -0, haciendo una performance de 2859 puntos elo, venciendo en el proceso a jugadores como Veselin Topalov y Boris Gelfand. Aquella actuación le coloco dentro de los 100 primeros del Ranking mundial FIDE.
El 2019 fue la mejor temporada de su carrera, logrando importantes resultados como el 5.º en el Abierto de Gibraltar, un 7.º lugar en el Abierto de Aeroflot Moscú, Rusia, una victoria en el Challengers de Praga, una 10.ª posición en el campeonato del mundo de ajedrez rápido y el que es el mejor resultado en competición hasta la fecha en su carrera, la 5.ª plaza en el Fide Grand Swiss 2019 partiendo en el ranking inicial desde la posición 39 y logrando victorias frente importantes jugadores como Alexander Grischuk, este resultado le valió también un premio de US$30,000.
En enero de 2020 ganó el torneo de aspirantes Tata Steel, lo que lo clasificó para jugar el torneo principal en 2021. Ese mismo año se proclamó campeón de España de ajedrez clásico.
En el Tata Steel Masters de 2021 ocupó la posición 12/14 consiguiendo 5/13 puntos con =10 -3 +0. En el torneo consiguió hacer tablas frente a Magnus Carlsen y Fabiano Caruana.
El 2022 no fue su mejor año en términos de competición individual, no obstante, sí lo fue por equipos: consiguió la medalla de bronce en el Campeonato Mundial de Selecciones en Israel y se alzó con el Campeonato Europeo de Clubes.
En 2024, durante el Grenke Chess Open del 28 de marzo al 1 de abril, lograría quedar empatado en el segundo puesto haciendo 7.5/9 puntos con 6+ 0-3= quedando 7.º en desempate.
En 2024 defendería el segundo tablero del equipo olímpico español en la 45.ª olimpiada mundial de ajedrez contribuyendo a qué la selección española lograse el 10.º puesto con 6.5/10 puntos logrando una importante victoria sobre el vietnamita Lê Quang Liêm, situado dentro de los 15 mejores ajedrecistas del mundo en ese momento.
En octubre de 2024 se alzaría con el Campeonato Europeo de Clubes por segunda vez, ganando la última ronda y dando así el golpe decisivo para que su equipo se alzara con el bicampeonato.
En el Freestyle Grenke Open en Karlsruhe Alemania (variante de ajedrez más conocida como ajedrez 960 o Random Fischer) celebrado del 17 al 21 de abril de 2025 lograría ocupar la 16.ª plaza en un torneo que contó con más de 300 participantes entre ellos la élite mundial del ajedrez, en el torneo haría tablas con Levon Aronian, Yan Nepómniashchi, y venciendo a Hans Niemann, demostrando así su gran fuerza en esta modalidad y que está a la altura de los grandes.
Actualmente, David Antón reside en Madrid con su pareja tras un tiempo viviendo en Dubái, compite activamente en los torneos más importantes del circuito internacional, y figura activamente en los 60 primeros puestos del ranking mundial.

## Partidas destacadas
David Antón vs Alexander Morozevich, disputada el 16 de junio de 2014 en el Mundial de Partidas rápidas disputado en Dubái.
1. e4 c5 2. Nf3 e6 3. d3 b6 4. Nbd2 Bb7 5. g3 d6 6. Bg2 Be7 7. O-O Nf6 8. Re1 O-O 9. c3 Nc6 10. a3 b5 11. d4 cxd4 12. cxd4 a5 13. b3 d5 14. e5 Nd7 15. Nf1 a4 16. b4 Nb6 17. h4 Nc4 18. N1h2 Bc8 19. Ng4 f5 20. exf6 gxf6 21. Bh6 Rf7 22. Ne3 Nd6 23. Rc1 Bd7 24. Bh3 Rc8 25. Bg4 Bf8 26. Bxf8 Rxf8 27. Ng2 f5 28. Bh3 Nc4 29. Nf4 Qf6 30. Rc3 Rce8 31. Bf1 Kh8 32. Bxc4 dxc4 33. Rce3 Rg8 34. Kh2 Ne7 35. Rxe6 Bxe6 36. Rxe6 Qf8 37. d5 Qg7 38. Qe2 c3 39. d6 c2 40. Qxc2 Ng6 41. Rxe8 Rxe8 42. Nh5 Qa1 43. d7 Rf8 44. Qc7 Qb2 45. Kg2 f4 46. d8=Q fxg3 47. Qd4+ 1-0
David Antón vs Alexander Grischuk, disputada el 18 de octubre de 2019 en el FIDE Chess.com Grand Swiss disputado en la Isla de Man.
1. c4 e5 2. g3 Nf6 3. Bg2 Bc5 4. Nc3 c6 5. Nf3 e4 6. Nh4 d5 7. cxd5 cxd5 8. d3
Ng4 9. O-O g5 10. d4 Be7 11. h3 Nxf2 12. Rxf2 gxh4 13. Qb3 hxg3 14. Rf4 Nc6 15.
Qxd5 f5 16. Bxe4 fxe4 17. Qh5+ Kd7 18. Be3 Qg8 19. d5 Nd8 20. Nxe4 Qg6 21. Qe5
Nf7 22. Rxf7 Qxf7 23. Rc1 Rf8 24. Bg5 1-0

## Palmarés

### Campeonatos internacionales
- Medalla de bronce en el Campeonato de Europa Sub-16 (Albena, Bulgaria; 2011)
- 6.º puesto en el Campeonato de Europa Sub-18 (Praga, Chequia; 2012)
- Subcampeón del mundo juvenil (Al Ain, Emiratos Árabes Unidos; 2013)
- Subcampeón de Europa absoluto (Ereván, Armenia; 2014)
- 7.º En el campeonato del mundo de ajedrez rápido (2016)
- Subcampeón Gibraltar Open (2017)
- Campeón ll Open de la Patagonia (2017)
- 11.º En el campeonato del mundo de ajedrez rápido (2018)
- 5.º En Gibraltar Open (2019)
- Subcampeón Aeroflot Open blitz 2019 (Moscú, Rusia)
- 6.º En el Campeonato de Europa Absoluto (2019)
- Campeón Praga Chalengers (2019)
- 5.º en el Fide Grand Swiss 2019 (Isla del Hombre)
- 10.º En el campeonato del mundo de ajedrez rápido (2019)
- Campeón Tata Steel chess chalengers (2020)
- 3.º En el Praga Chess Masters (2020)
- Campeón Open de la Nucía (2020)
- 11.º Fide Chess.com Grand Swiss 2021 (Riga, Letonia)
- 22.º En el campeonato del mundo de ajedrez rápido (2021)
- 17.º En el Campeonato de Europa Absoluto 2022 (Eslovenia)
- Campeón de Europa Absoluto de clubes (2022)
- 31.º En el campeonato del mundo de ajedrez rápido (2022)
- 28.º En el campeonato del mundo de ajedrez blitz (2022)
- 13.º En el campeonato de Europa Absoluto 2023 (Serbia)
- 3.º En el cerrado de Bydgoszcz 2023 (Polonia)
- Subcampeón de Europa Absoluto de clubes (2023)
- 25.º En el Fide Grand Swiss 2023
- 35.º En el Campeonato del Mundo de Ajedrez Rápido (2023)
- Campeón de Europa absoluto de clubes (2024)

### Campeonatos nacionales
- Campeón de España absoluto de ajedrez clásico (Linares 2020)
- Campeón de España absoluto de ajedrez rápido (Linares 2018)
- Bicampeón de España absoluto de ajedrez relámpago (Sabiote, 2014 y Linares, 2015)
- Subcampeón de España Absoluto (Linares, 2015)
- Campeón de España universitario (Cáceres, 2014)
- Campeón de España Sub-18 (Salobreña, 2013)
- Bicampeón de España Sub-16 (Linares, 2010 y Padrón, 2011)
- Campeón de España Sub-14 (Granada, 2009)
- Campeón de España Sub-16 de ajedrez rápido por internet (2010)
- Bicampeón de España Sub-14 de ajedrez rápido por internet (2008 y 2009)
- Bicampeón de España de selecciones autonómicas sub-16 (Ceuta, 2009 y Pamplona, 2011; Selección Autonómica de Madrid)
- Subcampeón de España absoluto de ajedrez rápido (Benasque, 2010 y Linares 2014)

### Campeonatos Autonómicos (Madrid)
- Tetracampeón de liga de División de Honor por equipos de Madrid (2009/2010, 2010/2011, 2011/2012 y 2012/2013; Equipo: VTI- Virgen de Atocha)
- Campeón absoluto de la Comunidad de Madrid (2013)
- Subcampeón absoluto de la Comunidad de Madrid (2010)
- Campeón de la Comunidad de Madrid Sub-16 (2011)
- Campeón de la Comunidad de Madrid Sub-14 (2008)
- Bicampeón de la Comunidad de Madrid Sub-12 (2006 y 2007)
- Bicampeón de la Comunidad de Madrid Sub-10 (2004 y 2005)

### Premios y distinciones
- 2009: Maestro FIDE
- 2010: PREMIO UFEDEMA (Unión de Federaciones Deportivas Madrileñas) al deportista madrileño más destacado del año.
- 2012: Maestro Internacional
- 2013: Gran Maestro
- David Antón tiene la consideración de deportista de alto nivel reconocida mediante Resoluciones de la Presidencia del Consejo Superior de Deportes (B.O.E. n.º 133 de 04/06/2012 y B.O.E. n.º 159 de 01/07/2014)